# Polarmuseet
Polarmuseet er et museum i Tromsø, som formidler historien om norsk fangst, arktisk videnskap og polarekspeditioner. Museet blev åbnet den 18. juni 1978, nøjagtig 50 år efter at Roald Amundsen drog ud på sin sidste ekspedition. Polarmuseet har en større Roald Amundsen-udstilling og en udstilling om Fridtjof Nansen.
Museet ligger i et af Tromsøs ældste huse fra begyndelsen af 1800-tallet, træbygningen, som tidligere husede toldvæsenets pakhus, og toldboder nær Skansen i Søndre Tollbodgate 11 Tromsø. Bygningerne fra 1840'erne er fredet af Riksantikvaren. Polarmuseet er en del af Tromsø Museum.

## Permanente udstillinger
- Nederlandsk fangst, kulturminder og fangsthistorie fra de nederlandske fangstfolkene som blev lokket til at drive hvalfangst på Spitsbergen efter Willem Barentsz sin færd i 1596.
- Arktisk overvintringsfangst viser overvintringsfangst efter isbjørne og polarræve. Museet udstiller en fangsthytte fra Svalbard, oprinnelig opført på Krosspynten i Wijdefjorden i 1910.
- Plukkfangst, Tromsø var i årtier et center for sælfangst i polarområderne.
- Roald Amundsen, fotos og klenodier fra Amundsens ekspeditioner.
- Fridtjof Nansen, ekspedition mod Nordpolen med Fram i 1893 - 1896 er dokumenteret gennem billeder.